# Wiktoria z Saksonii-Coburga-Kohary

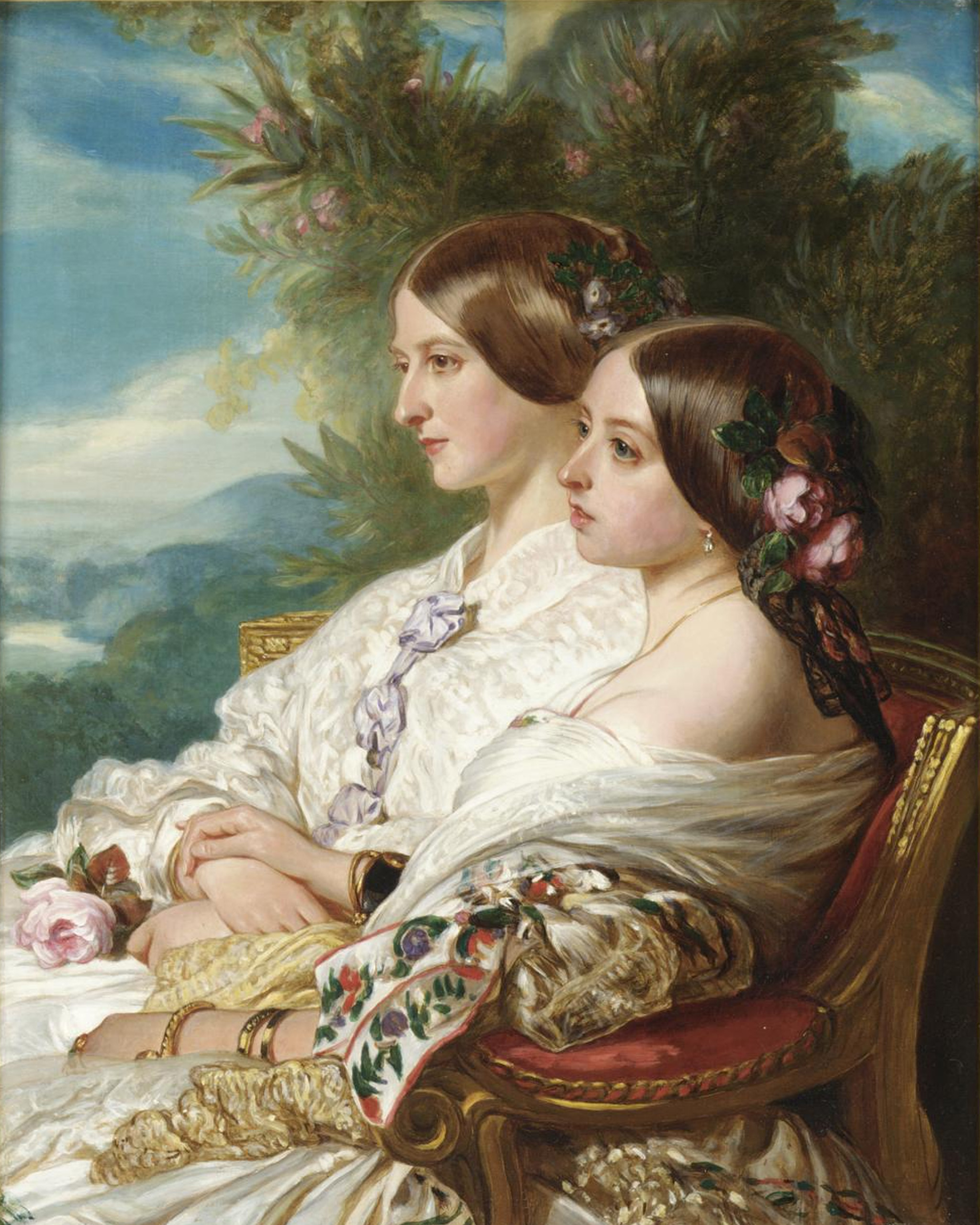
Wiktoria z Saksonii-Coburga-Kohary ze swoją kuzynką królową Wiktorią, 1852

Wiktoria Franciszka Antonina Julianna Ludwika Koburg-Koháry, niem. Viktoria Franziska Antonia Juliane Luise von Sachsen-Coburg-Saalfeld und Gotha-Koháry (ur. 14 lutego 1822 w Wiedniu, zm. 10 grudnia 1857 w Esher) – niemiecka arystokratka, członkini katolickiej linii dynastii koburskiej, tytularna księżniczka saska na Koháry, księżna Nemours jako żona Ludwika Karola Orleańskiego.
Wiktoria była córką księcia Ferdynanda Jerzego Koburga i księżniczki Marii Antoniny Koháry. Jej ojciec był drugim synem Franciszka z Saksonii-Coburga-Saalfeld i Augusty Reuss-Ebersdorf. Jej matka była córką i dziedziczką Franciszka Józefa, księcia Koháry de Csábrág i Szitnya. Kiedy Franciszek Józef zmarł w 1826, Maria Antonia odziedziczyła jego majątek na Słowacji i na Węgrzech, a jej mąż dodał człon Koháry do swojego nazwiska. Od tego momentu Wiktoria nazywana była Sachsen-Coburg-Gotha-Koháry. Wśród jej rodzeństwa ciotecznego i stryjecznego znajdowali się m.in.: królowa Wiktoria Brytyjska i jej mąż – książę książę Albert z Saksonii-Coburga-Gothy, a jej bratem był król Portugalii – Ferdynand II.
27 kwietnia 1840 w Saint-Cloud, Wiktoria wyszła za mąż za Ludwika Karola Orleańskiego, księcia Nemours, syna Ludwika Filipa I, króla Francji, i Marii Amelii Burbon-Sycylijskiej. Parze urodziło się czworo dzieci, ale Wiktoria zmarła dwa miesiące po urodzeniu córki Blanki. Została pochowana w kaplicy Św. Karola w Weymouth, skąd w 1979 jej ciało przeniesiono do kaplicy królewskiej w Dreux.

## Dzieci
- Ludwik Filip Maria Ferdynand Gaston (1842–1922), mąż Isabelii Brazylijskiej, najstarszej córki i następczyni cesarza Piotra II
- Ferdynand Filip Maria, książę d’Alençon (12 lipca 1844–29 czerwca 1910), mąż Zofii Charlotty Bawarskiej, siostry Elżbiety, cesarzowej Austrii („Sisi”)
- Małgorzata Adelajda (1846–1893), żona księcia Władysława Czartoryskiego
- Blanka (1857–1932)

## Genealogia
| Prapradziadkowie                   | ks. Saksonii-Koburg-Saalfeld Franciszek Jozjasz (1697–1764) ∞1723 Anna Zofia Schwarzburg-Rudolstadt (1700–1780) | ks. Brunszwiku-Lüneburga Ferdynand Albert II (1680–1735) ∞1712 Antonina Amalia z Brunszfiku-Wolfenbüttel (1696–1762) | hr. Reuss-Ebersdorf Henryk II (1699–1747) ∞1721 Zofia z Castell-Remlingen (1703–1777)         | hr. Erbach-Schönberg Jerzy August (1691–1758) ∞1719 Ferdynanda z Stolberg-Gedern (1699–1750)  | András József Koháry (1694–1757) ∞ok. 1720 Margareta Therese Thavonath (ok. 1700–?)   | N. Caviriani ∞? N.N.                                                                  | František Josef Waldstein-Wartenberg (1709–1771) ∞1729 Marie Františka Trauttmansdorff (1704–1757) | Anton Corfiz von Ulfeldt (1699–1760) ∞1743 Marie Alžběta Lobkovic (1726-1786)          |
| Pradziadkowie                      | ks. Saksonii-Koburg-Saalfeld Ernest Fryderyk (1724–1800) ∞1749 Zofia z Brunszfiku-Wolfenbüttel (1724–1802)      | ks. Saksonii-Koburg-Saalfeld Ernest Fryderyk (1724–1800) ∞1749 Zofia z Brunszfiku-Wolfenbüttel (1724–1802)           | hr. Reuss-Ebersdorf Henryk III (1724–1779) ∞1754 Karolina z Erbach-Schönberg (1727–1796)      | hr. Reuss-Ebersdorf Henryk III (1724–1779) ∞1754 Karolina z Erbach-Schönberg (1727–1796)      | Ignác József Koháry (1726–1777) ∞ok. 1750–1760 Maria Gabriella Cavriani (1736–1803)   | Ignác József Koháry (1726–1777) ∞ok. 1750–1760 Maria Gabriella Cavriani (1736–1803)   | Jiří Kristián Waldstein-Wartenberg (1743-1791) ∞1765 Elisabeth von Ulfeldt (1747–1791)             | Jiří Kristián Waldstein-Wartenberg (1743-1791) ∞1765 Elisabeth von Ulfeldt (1747–1791) |
| Dziadkowie                         | ks. Saksonii-Koburg-Saalfeld Franciszek (1750–1806) ∞1776 Augusta Reuss-Ebersdorf (1757–1831)                   | ks. Saksonii-Koburg-Saalfeld Franciszek (1750–1806) ∞1776 Augusta Reuss-Ebersdorf (1757–1831)                        | ks. Saksonii-Koburg-Saalfeld Franciszek (1750–1806) ∞1776 Augusta Reuss-Ebersdorf (1757–1831) | ks. Saksonii-Koburg-Saalfeld Franciszek (1750–1806) ∞1776 Augusta Reuss-Ebersdorf (1757–1831) | Ferenc József Koháry (1767–1826) ∞1792 Maria Antonia Waldstein-Wartenberg (1771–1854) | Ferenc József Koháry (1767–1826) ∞1792 Maria Antonia Waldstein-Wartenberg (1771–1854) | Ferenc József Koháry (1767–1826) ∞1792 Maria Antonia Waldstein-Wartenberg (1771–1854)              | Ferenc József Koháry (1767–1826) ∞1792 Maria Antonia Waldstein-Wartenberg (1771–1854)  |
| Rodzice                            | Ferdynand Jerzy Koburg (1785–1851) ∞1815 Maria Antonina Koháry (1797–1862)                                      | Ferdynand Jerzy Koburg (1785–1851) ∞1815 Maria Antonina Koháry (1797–1862)                                           | Ferdynand Jerzy Koburg (1785–1851) ∞1815 Maria Antonina Koháry (1797–1862)                    | Ferdynand Jerzy Koburg (1785–1851) ∞1815 Maria Antonina Koháry (1797–1862)                    | Ferdynand Jerzy Koburg (1785–1851) ∞1815 Maria Antonina Koháry (1797–1862)            | Ferdynand Jerzy Koburg (1785–1851) ∞1815 Maria Antonina Koháry (1797–1862)            | Ferdynand Jerzy Koburg (1785–1851) ∞1815 Maria Antonina Koháry (1797–1862)                         | Ferdynand Jerzy Koburg (1785–1851) ∞1815 Maria Antonina Koháry (1797–1862)             |
| Wiktoria Koburg-Koháry (1822–1857) | | |                                                                                               |                                                                                               |                                                                                       |                                                                                       | |                                                                                        |